# Teatro di Sabratha
Il teatro di Sabratha è un teatro romano dell'antica città di Sabratha, nella provincia romana dell'Africa proconsolare, oggi in Tripolitania (Libia).
L'edificio conserva il colonnato della scena (scaenae frons), su tre ordini, quasi completamente ricostruito e una serie di bassorilievi che decorano la base del proscenio verso l'orchestra (pulpitum). Poteva accogliere circa 5.000 spettatori.

## Storia

Pianta schematica di Sabratha: il teatro è il n. 27

La data di costruzione dell'edificio è stimata tra la fine del II e gli inizi del III secolo d.C., che fu periodo di grande prosperità per l'Africa proconsolare. Antonino Di Vita ritiene sia stato edificato sotto il regno di Commodo (180-192) o di Settimio Severo (193-211).
Alcune iscrizioni rinvenute nel teatro testimoniano che era ancora in uso alla metà del IV secolo. L'edificio era stato probabilmente danneggiato in occasione dei terremoti che colpirono la città nel 306 e nel 310 e del terremoto del 365. Fu abbandonato dopo un incendio, testimoniato dallo strato di ceneri osservato al momento dello scavo, e fu occupato da abitazioni private. Fu utilizzato come cava di materiale di reimpiego durante la rioccupazione bizantina dell'Africa settentrionale nel VI secolo.
Quando la Libia divenne una colonia italiana, il teatro fu scavato da Renato Bartoccini nel 1927 e da Giacomo Guidi, a partire dal 1928. Dal 1932 Guidi si occupò della ricostruzione della scena, sulla base dei filari di muratura ancora in piedi e delle numerose colonne rinvenute. I lavori si conclusero nel 1937 ad opera di Giacomo Caputo e il teatro fu inaugurato alla presenza di Benito Mussolini con una rappresentazione dell'Edipo re di Sofocle.
Dal 1982 il teatro, insieme a tutto il sito archeologico di Sabratha, è inserito tra i patrimoni UNESCO. Il teatro e le sue murature, in pietra locale friabile, sono soggetti all'erosione degli agenti atmosferici e a possibili atti di vandalismo a seguito della frequentazione turistica. La situazione politica instabile della Libia a partire dal 2011 preoccupa le autorità.

## Architettura

Pianta schematica del teatro. S=scena ; Cl=loggiate laterale ; Sf=scaenae frons; Ph=hospitales; Pr=porta regia; P=Pulpitum; O=orchestra; Cv= cavea ; V=Vomitoria; Cc=galleria di circolazione

Il teatro si trova presso il foro cittadino, con la cavea rivolta verso il mare, a nord, sensibilmente disassato rispetto alla pianta regolare del quartiere.
L'edificio è costruito in blocchi di arenaria rossastra proveniente da cave in prossimità della città, in origine rivestiti di stucco. Le fondazioni poggiano su un sottosuolo roccioso, una leggera depressione del quale venne utilizzata per ricavarvi l'orchestra.

### Cavea

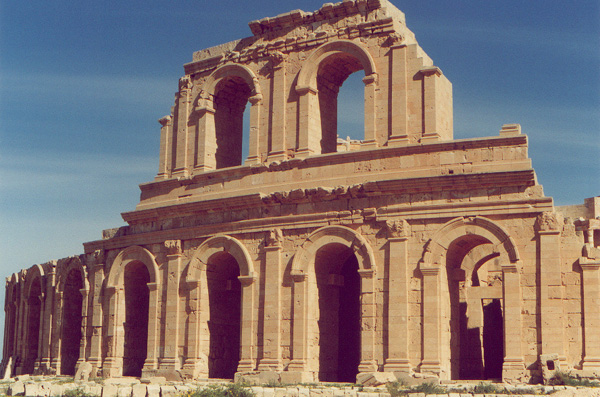
Le arcate della facciata esterna della cavea del teatro di Sabratha (ricostruite su due piani degli originali tre)

Le gradinate della cavea semicircolare si appoggiano su una struttura con facciata ad arcate su tre piani (due parzialmente ricostruiti). Gli archi poggiano su pilastri di ordine dorico e sono inquadrati da lesene con fusti lisci di ordine corinzio. 
Le 24 arcate al piano terra davano accesso a un corridoio anulare interno: da qui si poteva accedere alle estremità a due ingressi (vomitoria), che scendevano in leggera discesa verso l'orchestra, collegati fra loro, inoltre, da un secondo corridoio anulare più interno; sempre dal corridoio più esterno altre sei aperture davano su scale che salivano ad una galleria superiore, da cui altri cinque vomitoria consentivano l'accesso ai gradini della cavea; sulla galleria si aprivano inoltre ambienti di servizio o per gli spettatori.
Le gradinate della cavea erano divise in tre livelli (maeniana): quello inferiore (ima cavea), tuttora conservato, di 12 gradini, era diviso in sei settori (cunei) per mezzo di sette scalette. Il secondo livello (media cavea) aveva 7 gradini ed era diviso in sette settori, accessibili dai cinque vomitoria già visti. Il terzo livello, oggi scomparso, doveva avere altri 15 gradini, in pietra oppure costruiti in legno.

### Scena

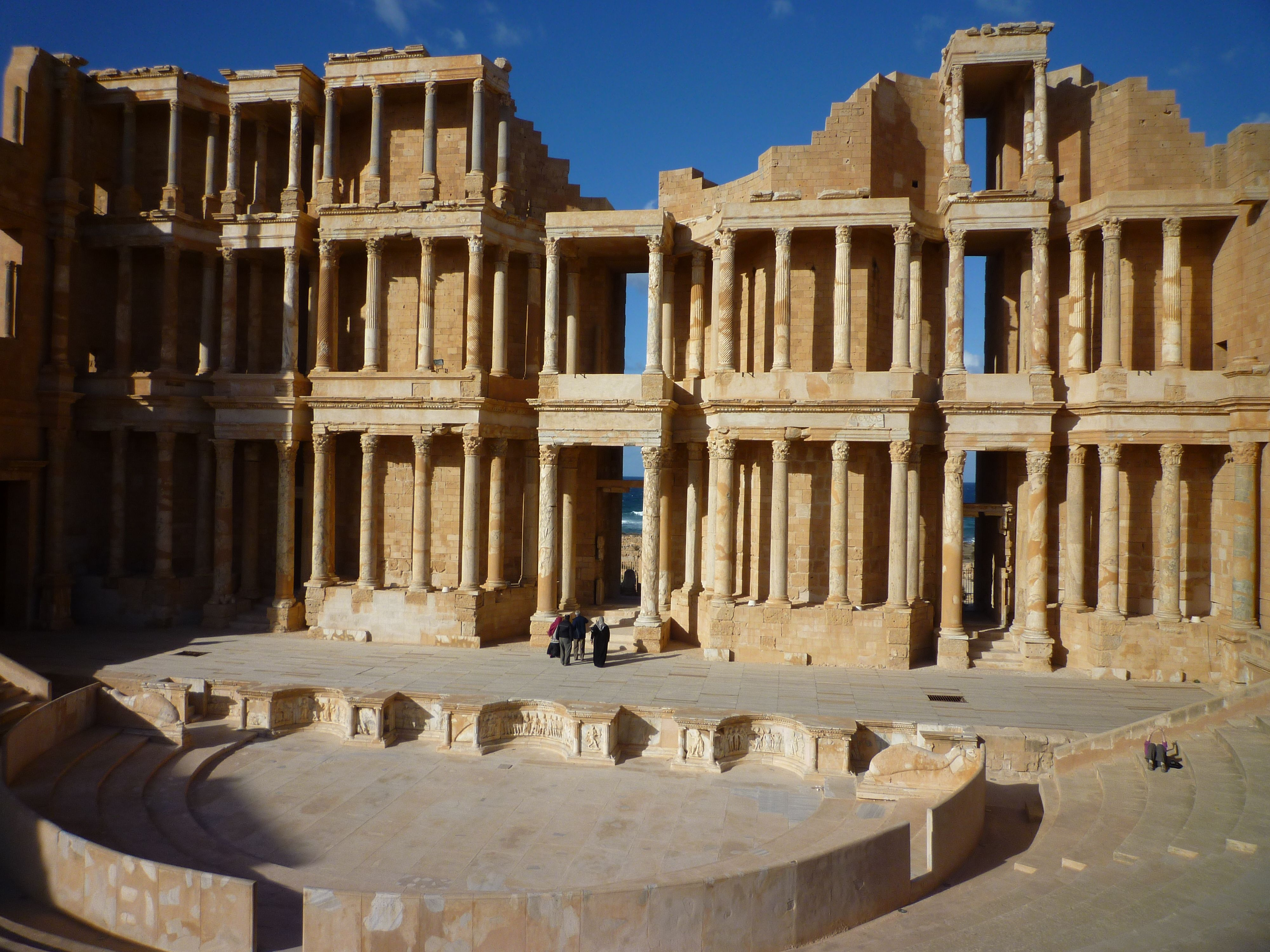
La scena del teatro di Sabratha, ricostruita

Il muro che chiudeva la scena (scaenae frons) aveva un'altezza complessiva di 22 m ed è stato ricostruito nelle forme originarie con l'anastilosi delle 96 colonne di ordine corinzio che lo decoravano. Le diverse dimensioni delle colonne hanno permesso di attribuire i resti ai tre ordini sovrapposti, con fusti rispettivamente di 5,54 m di altezza per il primo ordine, di 4,90 m per il secondo e di 3,65 m per il terzo. I fusti sono di marmo pavonazzetto al primo ordine, di marmo bianco al secondo e di marmo pavonazzetto e granito al terzo.. I fusti si presentano con molte varianti: lisci, scanalati o scanalati a spirale o anche scanalati per due terzi dell'altezza e lisci sul terzo rimanente.
Il muro si apriva con tre porte, collocate sul fondo di grandi esedre semicircolari: quella centrale (regia) larga 1,95 m, quelle laterali (hospitales) 1,37 m. Le porte sono inquadrate da edicole di due colonne sui tre ordini, distaccate dal resto del colonnato e quelle inferiori più grande delle altre.

### Palcoscenico e orchestra
Il palcoscenico sul quale si recitava (scaena), ha una larghezza di 42,70 m per una profondità di 8,55 m ed è rialzato di 1,38 m rispetto all'orchestra. Era anticamente costituito da un tavolato in legno poggiato su una serie di muretti. Gli attori vi accedevano o dalle porte della scaenae frons, oppure da sue sale che si trovavano sui lati e che comunicavano anche con il corridoio anulare sotto la cavea. Queste sale erano pavimentate lussuosamente in marmi policromi e le pareti erano rivestite in lastre di marmo bianco: questa decorazione è stata in parte ricomposta.
Lo spazio sotto il palcoscenico (hyposcenium) era accessibile mediante una piccola scala di 11 gradini, per le esigenze della rappresentazione. Una sorta di stretto canale anteriormente serviva ad ospitare il sipario.
L'orchestra è pavimentata con lastre in marmo proconnesio. Quattro gradini bassi e ampi ospitavano i seggi lignei delle persone di riguardo, separata dalla cavea per mezzo di una balaustra di 1,50 m di altezza.
L'acqua piovana era raccolta da una canalizzazione che passava sotto la scena

### Rilievi delpulpitum

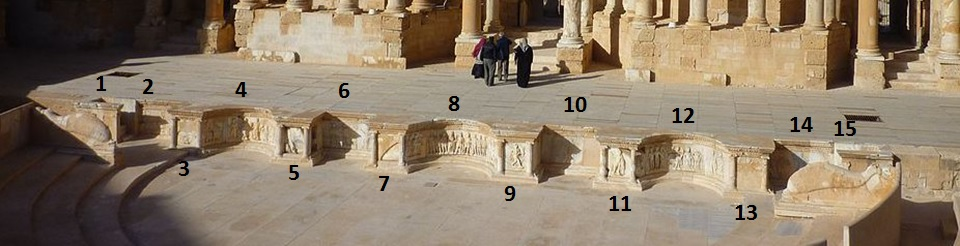
Rilievi del pulpitum

Il muro del dislivello che separa la scena dall'orchestra (pulpitum) presentava tre nicchie semicircolari, in corrispondenza delle esedre della scaenae frons, alternate ad altre quattro a pianta rettangolare. Le sporgenze tra le nicchie sono decorate da due piccole colonne e su tutta la lunghezza del muro sono presenti una serie di bassorilievi in marmo bianco, di varie tematiche:
1. avancorpo che maschera le scalette che salgono sul palcoscenico: due danzatrici
2. nicchia rettangolare: sul fondo gruppo di attori o di filosofi, ai lati disco solare su una colonna, sei rotoli legati posati su un piedistallo e uno aperto su un leggio
3. avancorpo: Fortuna o Nemesi con ruota
4. nicchia semicircolare: le nove Muse
5. avancorpo: piedi di una figura panneggiata
6. nicchia rettangolare: sul fondo scena di pantomima, sui lati un cesto e forse un altare
7. avancorpo: rilievo mancante
8. nicchia semicircolare centrale: personificazione delle città di Sabratha e di Roma, circondate da soldati e tra due scene di sacrificio (a sinistra una libagione, forse da Settimio Severo e da Caracalla)
9. avancorpo: Mercurio col caduceo portante Bacco fanciullo
10. nicchia rettangolare: sul fondo forse scena di tragedia, ai lati due maschere teatrali
11. avancorpo: Ercole
12. nicchia semicircolare: giudizio di Paride e le tre Grazie
13. avancorpo: Vittoria
14. nicchia rettangolare: scena di pantomima
15. avancorpo che maschera la scaletta: simmetricamente al primo, danzatrici